# Telve
Telve (Télve in dialetto locale) è un comune italiano di 1 934 abitanti della provincia di Trento, distante dal capoluogo circa 38 km, in Valsugana.

## Geografia fisica
Il territorio di Telve si trova alla sinistra del fiume Brenta lungo le pendici meridionali del monte Salubio, che fa parte della catena del Lagorai. Il punto più alto è raggiunto ai 2574 m della Cima delle Buse.
Il territorio è prevalentemente occupato da boschi, aree agricole e pascoli. I boschi sono costituiti prevalentemente da conifere e occupano il 62% del territorio comunale.

## Storia

### Antichità
Il rinvenimento sulle alture di Borgo e Castel San Pietro, di reperti archeologici che risalgono alla preistoria, dimostra che il territorio di Telve fu abitato fin dall'età del bronzo. Il popolo dei Reti percorse la Valsugana nell'età del ferro e diede il nome al paese. Tra l'altro si notano numerose assonanze con altri centri della zona. I Romani, per congiungere la città di Aquileia con il Trentino, costruirono la via "Claudia Augusta Altinate" che attraversava anche Telve. Dopo la caduta dell'Impero romano d'Occidente (476), del regno di Odoacre (493) e degli Ostrogoti (550) Telve fu aggregata, dopo pochi anni di dominio bizantino, dai Longobardi prima al Ducato di Feltre, ma già negli anni 590-600, sotto il duca Gaidoaldo al Ducato di Trento che successivamente passò nel 774 ai Franchi. Tracce dell'epoca longobarda possono essere ravvisate nel fatto che la prima chiesa del paese viene dedicata a San Michele Arcangelo, santo amato dai Longobardi.

### Medioevo
Nel 952 il territorio di Telve passa, assieme alle Marche di Verona e del Friuli, al ducato di Baviera e nel 976 al neocostituito ducato di Carinzia. Dal 1027 Telve fu parte, per volontà dell'imperatore Corrado II il Salico, del Principato vescovile di Feltre. Risale al 1160 la prima fonte certa sulla presenza di un insediamento stabile a Telve, dove si parla per la prima volta della famiglia dei "de Telvo". Questa famiglia raggiunse nel XII secolo, una posizione privilegiata sia presso il vescovo-conte di Feltre sia nella sfera politica trentina. Sul finire del XIII secolo, i "de Telvo" fecero erigere il castello di Telve, tuttora esistente. Il dominio del vescovo-conte finì nel 1228. Per quasi duecento anni la bassa Valsugana viene contesa tra vari Signori tra cui Ezzelino da Romano, i da Camino, gli Scaligeri di Verona, i Carraresi, Gian Galeazzo Visconti.

### Età moderna
Nel 1413 invece passa sotto il dominio di Federico IV, duca d'Austria e diventa parte del Tirolo. Nel Quattrocento nel paese si insediò una folta comunità tedesca, chiamata a lavorare nelle vicine miniere, e che oggi è completamente scomparsa. Qualche traccia permane nella toponomastica e nell'onomastica. Nel 1487 Telve fu assaltata dai veneziani, impegnati nella guerra contro gli Asburgo per il dominio del Trentino, che depredarono il villaggio e lo incendiarono. Nel 1554 con la morte di Francesco V di Castelalto, signore di Telve, il castello passò per vie ereditarie ai Trautmannsdorf che lo vendettero nel 1635 all'Arciduchessa Claudia de' Medici, che l'affidò a sua volta alla famiglia Buffa, che a loro volta lo cedettero in pegno ai fratelli Zambelli. Ne nacque una disputa legale che si concluse nel 1671 con il matrimonio fra Antonio Buffa e una Zambelli. Nel 1796 dovette subire la dominazione di Napoleone che cancellò i vari domini locali e affidò Telve al Regno Italico.

### Dal 1815 ad oggi
Nel 1815, i Buffa ottennero di nuovo il controllo del paese, controllo cui rinunciarono nel 1825. Nel 1866, fu teatro di una battaglia durante la terza guerra di indipendenza. Il paese fu poi travolto dalle battaglie furiose della prima guerra mondiale, tanto che nel 1917 la maggioranza degli abitanti dovette evacuare e l'intero villaggio venne completamente distrutto. La popolazione poté tornare solo nel 1919, trovando una situazione disastrosa: basti pensare che solo 5 delle 255 case dell'abitato erano ancora abitabili. La ricostruzione si concluse abbastanza velocemente. Il 10 ottobre 1920 il territorio viene annesso, secondo il trattato di Saint-Germain (1919) al Regno d'Italia. Nel 1928, insieme ad altri comuni del circondario, fu unito al territorio di Borgo Valsugana. Nel 1947, con la caduta del fascismo, Telve riacquistò la sua autonomia.

### Simboli
Stemma
Lo stemma è stato concesso con deliberazione della Giunta provinciale n. 3633 del 14 aprile 1988.
Gonfalone
Il bilico sarà unito all'asta, rossa ornata da una spirale d'oro, mediante un cordone a nappe d'oro.»

## Monumenti e luoghi d'interesse

### Architetture religiose
- Chiesa di Santa Maria Assunta.
- Chiesa di Santa Giustina.

## Società

### Evoluzione demografica
Abitanti censiti

## Geografia antropica

### Suddivisioni storiche
Il centro storico di Telve presenta una particolare struttura urbanistica, essendo organizzato in rioni chiamati "cormei". Essi sono costituiti da edifici addossati che contornano uno spazio aperto, siano cortili con orti e fienili, vicoli o piazzette. I cormei, portano il nome della famiglia più numerosa o antica che vi risiedeva.

## Amministrazione
| Periodo    | Periodo       | Primo cittadino  | Partito | Carica  | Note |
| ---------- | ------------- | ---------------- | ------- | ------- | ---- |
| 15/03/1919 | 01/1920       | Luigi Baldi      |         | Sindaco |      |
| 02/06/1919 |               | Luigi Baldi      |         | Sindaco |      |
| 02/06/1920 | 1922          | Antonio Ferrai   |         | Sindaco |      |
| 1922       | 2 maggio 1926 | Giobatta Franzoi |         | Sindaco |      |
| 1947       | 1956          | Secondo Ferrai   |         | Sindaco |      |
| 1956       | 1963          | Tito Vinante     |         | Sindaco |      |
| 1963       | 1970          | Vito Fedele      |         | Sindaco |      |
| 1970       | 1978          | Romano Rigon     |         | Sindaco |      |
| 1978       | 1983          | Eliseo Vinante   |         | Sindaco |      |
| 1983       | 1983          | Carlo Spagolla   |         | Sindaco |      |
| 1990       | 2000          | Carlo Spagolla   |         | Sindaco |      |
| 2000       | 2010          | Franco Rigon     |         | Sindaco |      |
| 2010       | 2020          | Fabrizio Trentin |         | Sindaco |      |
| 2020       | in carica     | Matteo Degaudenz |         | Sindaco |      |

## Galleria d'immagini

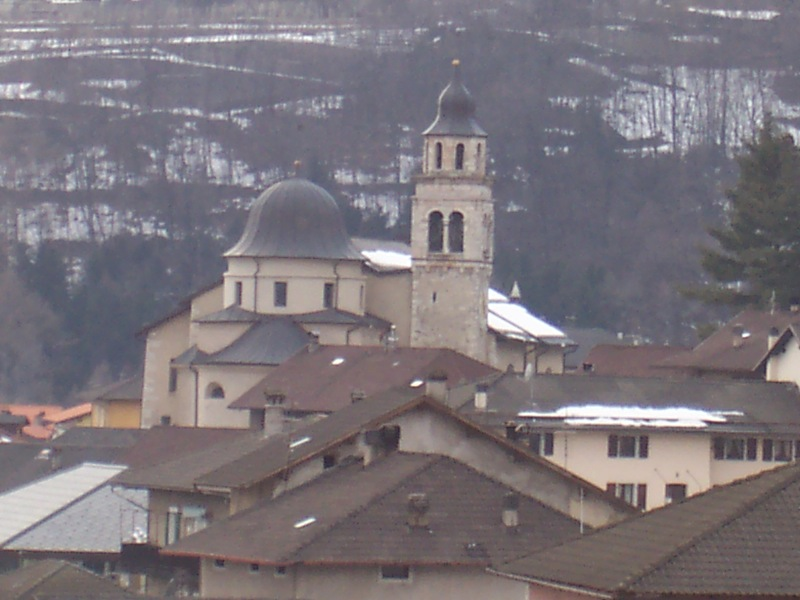
Chiesa di Santa Maria Assunta
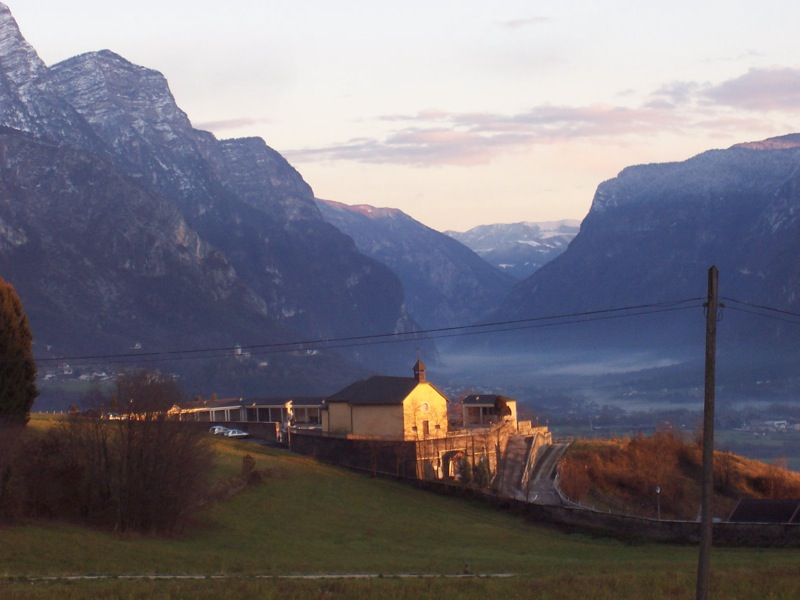
Chiesetta di Santa Giustina
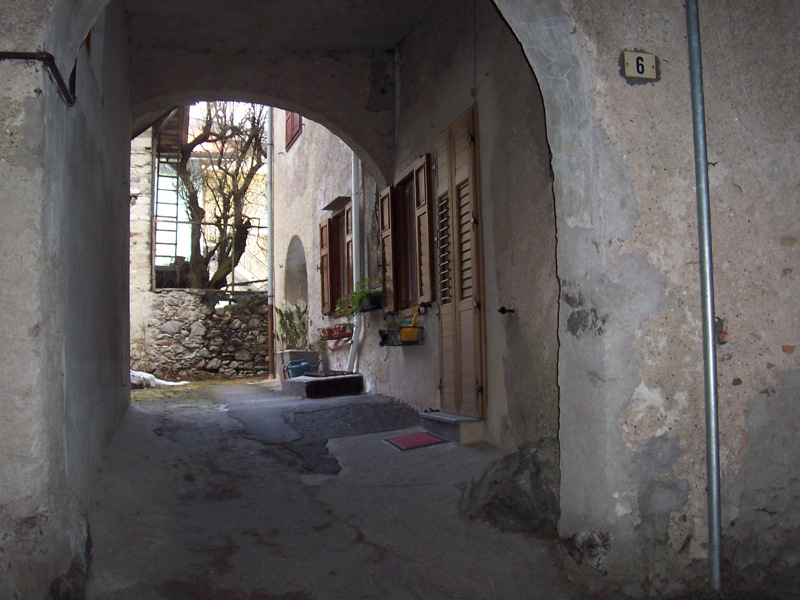
Vicolo pittoresco
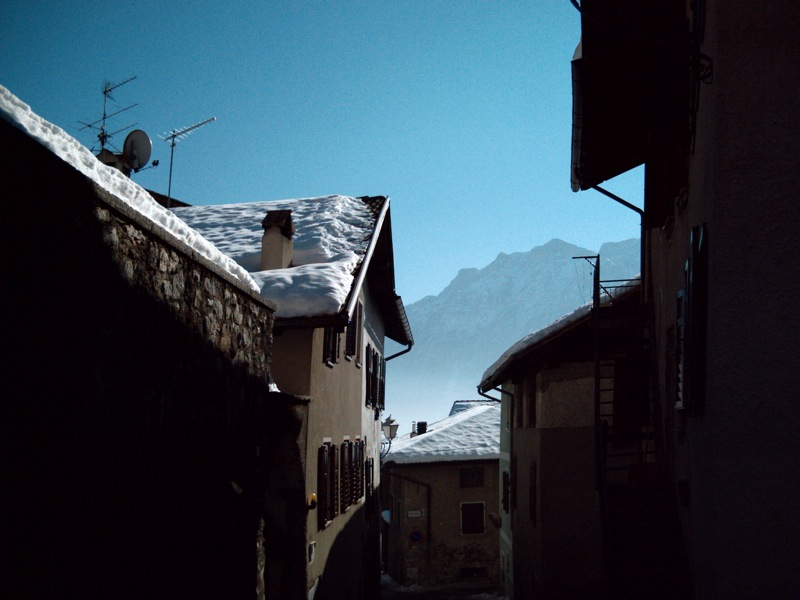
Sotto la neve
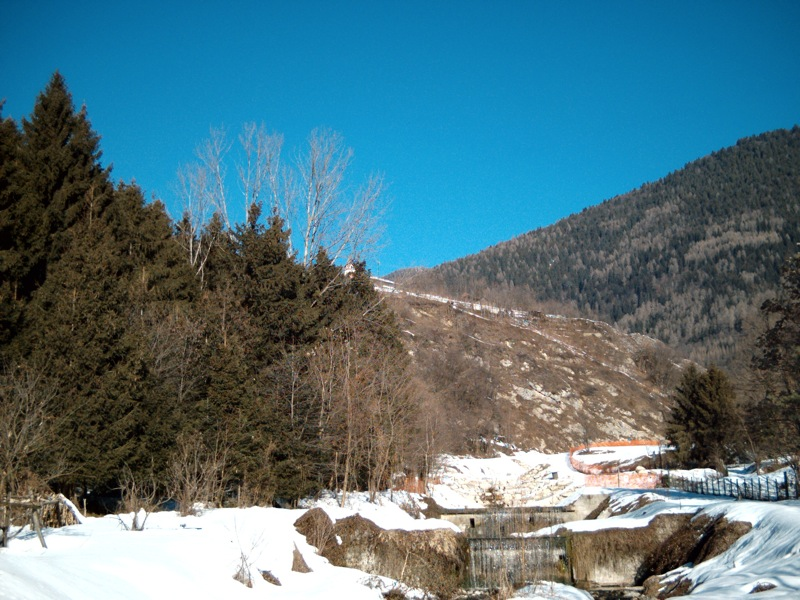
Torrente Ceggio